# Marianów (gmina)

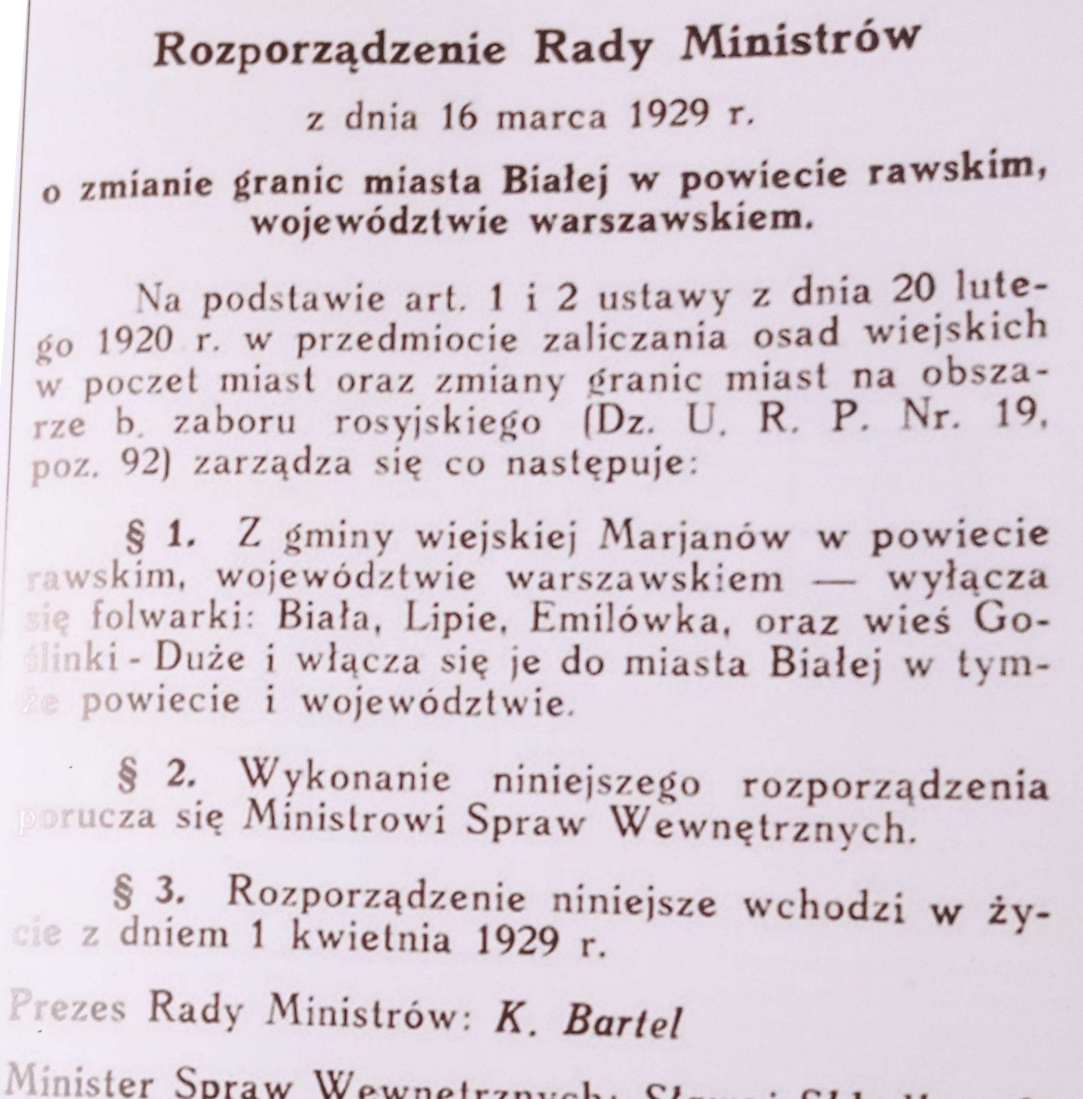
Rozporządzenie o odłączenie Białej z gminy Marianów

Marianów – dawna gmina wiejska istniejąca do 1954 roku w woj. warszawskim, a następnie w woj. łódzkim. Nazwa gminy pochodzi od wsi Marianów, lecz siedzibą władz gminy była Biała Rawska, stanowiąca od 1929 roku odrębną gminę miejską.
Za Królestwa Polskiego gmina Marianów należała do powiatu rawskiego w guberni piotrkowskiej. 19 maja?/31 maja 1870 do gminy na mocy ukazu carskiego przyłączono pozbawioną praw miejskich Białą.
Po rozporządzeniu 1 kwietnia 1929 roku, odłączono od gminy folwarki: Białą, Lipie, Emilówkę i Gośliny Duże. Zostały one włączone do gminy Białej Rawskiej.
W okresie międzywojennym gmina Marianów należała do powiatu rawskiego w woj. warszawskim. 1 kwietnia 1939 roku gminę wraz z całym powiatem rawskim przeniesiono do woj. łódzkiego.
Po wojnie gmina zachowała przynależność administracyjną. 1 lipca 1952 roku gmina składała się z 29 gromad. Jednostka została zniesiona 29 września 1954 roku wraz z reformą wprowadzającą gromady w miejsce gmin. Po reaktywowaniu gmin 1 stycznia 1973 roku gminy Marianów nie przywrócono, a jej dawny obszar wszedł głównie w skład gminy Biała Rawska.